# Aceratophallus oxkutzcabus
Aceratophallus oxkutzcabus är en mångfotingart som beskrevs av Chamberlin 1938. Aceratophallus oxkutzcabus ingår i släktet Aceratophallus och familjen Rhachodesmidae. Inga underarter finns listade i Catalogue of Life.